# Fakulteta za interdisciplinarno raziskovanje in nadaljnje šolanje v Celovcu
Fakulteta za interdisciplinarno raziskovanje in nadaljnje (izvirno nemško Fakultät für interdisziplinäre Forschung und Fortbildung), s sedežem v Celovcu, je fakulteta, ki je članica Univerze v Gradcu.